# جيمي ديفيدسون
جيمي ديفيدسون (بالإنجليزية: Jimmy Davidson)‏ (25 أكتوبر 1873 بإدنبرة في المملكة المتحدة - ) هو لاعب كرة قدم بريطاني (وحمل سابقاً جنسية المملكة المتحدة لبريطانيا العظمى وأيرلندا) في مركز مهاجم داخلي. لعب مع توتنهام هوتسبير ونادي بيرنلي ونادي سلتيك ولينكولن سيتي أف سي وBrighton United F.C. ‏.